# Astragalus bosbutooensis
Astragalus bosbutooensis es una especie de planta del género Astragalus, de la familia de las leguminosas, orden Fabales.
Fue descrita científicamente por Nik. & I. G. Sudnitsyna.